# Fulica alai
La folaga hawaiana o folaga delle Hawaii (Fulica alai Peale, 1848) è un uccello della famiglia Rallidae. È endemica delle isole hawaiane, appartenenti agli Stati Uniti, dove vive nei laghi d'acqua dolce, nelle paludi, nelle lagune salmastre costiere ed in altre aree acquatiche. È minacciata dalla distruzione dell'habitat.